# 운명의 바퀴

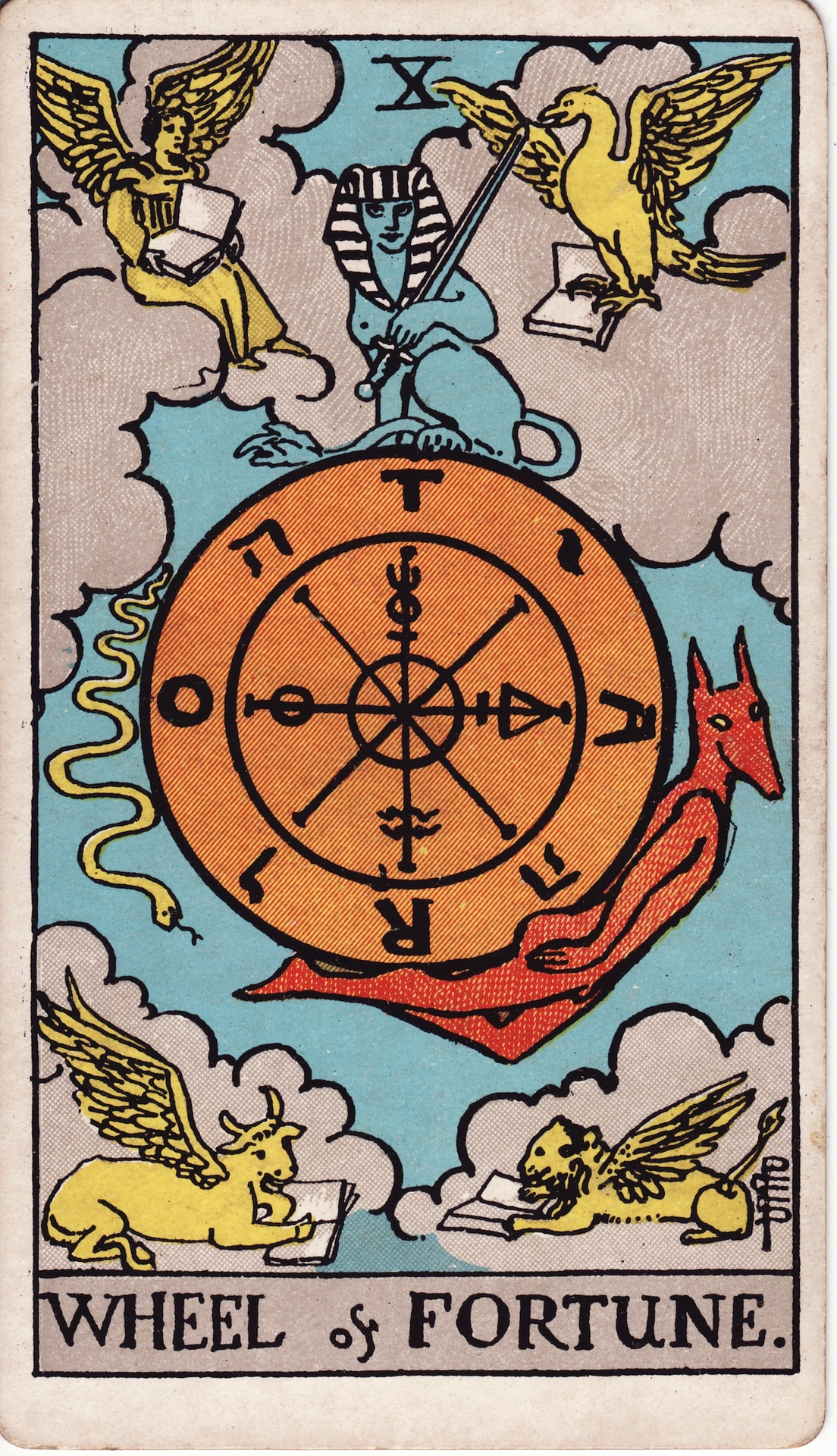
웨이트판 타로의 운명의 바퀴

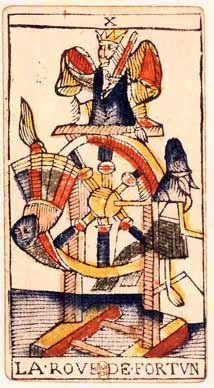
마르세유판 타로의 운명의 바퀴

운명의 바퀴(프랑스어: La Roue de Fortune, 영어: Wheel of Fortune)는 마르세유 타로의 메이저 아르카나에 속하는 카드 중 하나다. 카드 번호는 '10'.

## 카드의 의미
정위치의 의미
윤회, 정해진 운명(destiny), 목적지(destination), 인연(karma), 반복, 전환점, 행운의 도래, 찬스, 변화, 결과, 만나, 해결.
역위치의 의미
정세의 급격한 악화, 엇갈림, 격하, 사고의 도래.
아서 에드워드 웨이트의 타로 도해의 해설에서는 '행운·전환기·향상'을 의미한다고 여겨진다.

## 카바라와의 관계
히브리 문자는 카프(כ), 다만 복수의 이설이 있다. '황금의 새벽단'의 설에서는 케세드와 네트크의 세피라를 결합하는 경에 관련지었다

## 점성술과의 대응
이하와 같은 제설이 있다.
- 별자리: 처녀궁설, 천헐궁설, 마갈궁설
- 행성: 수성설, 목성설[1], 천왕성설, '미지의 혹성'설[2], '천왕성+목성'설[3]
- 특정의 별자리나 행성과는 대응하지 않고 '4원소'를 나타낸다는 설도 있다.

## 우화의 해석
타이틀 대로 '운명 대 자유의지'를 제시하고 있다. 고리는 주기성·영속성의 상징으로 여겨진다. 마르세유판 타로에선 고리에 얽히는 듯한 2마리의 동물을, 고리로부터 벗어난 대좌 위에는 하나의 생물이 존재한다. 통설로 고리의 우측(위를 향하고 있는 분)의 동물은 아누비스로 여겨져 선인이라고 해석된다. 고리 좌측(아래를 향하고 있는 분)의 동물은 티폰이며 악인으로 여겨진다. 두마리 동물의 방향에서 고리는 좌회전을 하는 것으로 생각되어 길과 흉은 변칙적이면서도 규칙적으로 반복되는 것을 암시하고 있다. 고리의 회전을 주관하는 것 같이 자리잡은 검은색의 재난 주위 생물은, 언뜻 보면 악마와의 관련을 상상하게 되지만 라이온의 동체, 인면의 머리, 큰 날개라고 하는 외관에 가세해 황금의 관이 신성한 힘을 나타내는 것부터 스핑크스라고 해석되는 것이 일반적이다.
웨이트에 의한 웨이트판 타로에선, 고리의 주위를 4원소를 맡는 천사가 둘러싸고 있는 모습이 그려져 있다(이 천사들은 '세계'를 향해서 이동중이다). 고리의 정상의 생물도 분명히 스핑크스로서 그려져 있다.

## 같이 보기
- 포르투나
- 티케